# Landtagswahlkreis Vorpommern-Greifswald V
Der Landtagswahlkreis Vorpommern-Greifswald V (bis 2015: Uecker-Randow II) ist ein Landtagswahlkreis in Mecklenburg-Vorpommern. Er umfasst vom Landkreis Vorpommern-Greifswald die Städte Pasewalk und Strasburg sowie die Ämter Löcknitz-Penkun und Uecker-Randow-Tal.

## Wahl 2021
Bei der Landtagswahl in Mecklenburg-Vorpommern 2021 gab es in diesem Wahlkreis folgendes Ergebnis:
| Partei               | Direktkandidat           | Erststimmen      | Zweitstimmen     |
| -------------------- | ------------------------ | ---------------- | ---------------- |
| SPD                  | Bettina Martin           | 30,6 %           | 38,3 %           |
| AfD                  | Nico Jahnke              | 26,8 %           | 23,3 %           |
| CDU                  | Beate Schlupp            | 23,5 %           | 16,6 %           |
| Die LINKE            | Klaus Mohrholz-Wensauer  | 9,2 %            | 7,5 %            |
| GRÜNE                | Jacqueline Voigt         | 2,6 %            | 2,2 %            |
| FDP                  | Jürgen-Mathias Posovszky | 4,7 %            | 4,0 %            |
| NPD                  | –                        | -                | 1,9 %            |
| Tierschutzpartei     | –                        | –                | 1,6 %            |
| Freier Horizont      | Torsten Kind             | 2,6 %            | 0,9 %            |
| Die PARTEI           | –                        | –                | 0,5 %            |
| FREIE WÄHLER         | –                        | –                | 0,7 %            |
| PIRATEN              | –                        | –                | 0,2 %            |
| LKR                  | –                        | –                | 0,0 %            |
| DKP                  | –                        | –                | 0,1 %            |
| Bündnis C            | –                        | –                | 0,1 %            |
| TIERSCHUTZ hier!     | –                        | –                | 0,5 %            |
| dieBasis             | –                        | –                | 1,0 %            |
| DiB                  | –                        | –                | 0,0 %            |
| FPA                  | –                        | –                | 0,0 %            |
| ÖDP                  | –                        | –                | 0,1 %            |
| Die Humanisten       | –                        | –                | 0,0 %            |
| Gesundheitsforschung | –                        | –                | 0,3 %            |
| Team Todenhöfer      | –                        | –                | 0,1 %            |
| UNABHÄNGIGE          | –                        | –                | 0,2 %            |
| Wahlberechtigte      | 25.341 Einwohner         | 25.341 Einwohner | 25.341 Einwohner |
| Wahlbeteiligung      | 68,4 %                   | 68,4 %           | 68,4 %           |

## Wahl 2016
| Partei           | Direktkandidaten   | Erststimmen | Zweitstimmen |
| ---------------- | ------------------ | ----------- | ------------ |
| SPD              | Heinz Müller       | 24,1 %      | 25,3 %       |
| CDU              | Beate Schlupp      | 26,2 %      | 18,5 %       |
| DIE LINKE        | Irina Rimkus       | 17,2 %      | 13,2 %       |
| GRÜNE            | Susanne Merian     | 3,9 %       | 2,4 %        |
| NPD              |                    | –           | 6,9 %        |
| FDP              |                    | –           | 2,2 %        |
| PIRATEN          |                    | –           | 0,4 %        |
| FAMILIE          |                    | –           | 1,0 %        |
| FREIE WÄHLER     |                    | –           | 0,3 %        |
| Die PARTEI       |                    | –           | 0,3 %        |
| Die Achtsamen    |                    | –           | 0,1 %        |
| ALFA             |                    | –           | 0,4 %        |
| AfD              | Jürgen Strohschein | 28,6 %      | 26,4 %       |
| Bündnis C        |                    | –           | 0,1 %        |
| DKP              |                    | –           | 0,2 %        |
| Freier Horizont  |                    | –           | 1,0 %        |
| Tierschutzpartei |                    | –           | 1,3 %        |
| Wahlberechtigte  | 26.711             | 26.711      | 26.711       |
| Wahlbeteiligung  | 59,3 %             | 59,3 %      | 59,3 %       |

## Wahl 2011
Bei der Landtagswahl in Mecklenburg-Vorpommern 2011 gab es folgende Ergebnisse:
| Partei          | Direktkandidat   | Erststimmen     | Zweitstimmen    |
| --------------- | ---------------- | --------------- | --------------- |
| SPD             | Heinz Müller     | 27,0 %          | 31,1 %          |
| CDU             | Beate Schlupp    | 29,5 %          | 24,1 %          |
| DIE LINKE       | Irina Rimkus     | 21,0 %          | 20,8 %          |
| NPD             | Dirk Bahlmann    | 12,1 %          | 12,0 %          |
| GRÜNE           | Susanne Merian   | 5,2 %           | 4,7 %           |
| FDP             | Wolfgang Kriesel | 3,1 %           | 2,2 %           |
| FAMILIE         |                  |                 | 1,8 %           |
| PIRATEN         |                  |                 | 1,2 %           |
| FREIE WÄHLER    |                  |                 | 0,7 %           |
| Die PARTEI      |                  |                 | 0,4 %           |
| AB              |                  |                 | 0,3 %           |
| AUF             |                  |                 | 0,2 %           |
| PBC             |                  |                 | 0,2 %           |
| APD             |                  |                 | 0,2 %           |
| REP             |                  |                 | 0,1 %           |
| ödp             |                  |                 | 0,1 %           |
| Einzelbewerber  | Peter Fischer    | 2,1 %           |                 |
| Wahlberechtigte | 28989 Einwohner  | 28989 Einwohner | 28989 Einwohner |
| Wahlbeteiligung | 51,7 %           | 51,7 %          | 51,7 %          |

## Wahl 2006
Bei der Landtagswahl in Mecklenburg-Vorpommern 2006 gab es folgende Ergebnisse:
| Partei          | Direktkandidat  | Erststimmen     | Zweitstimmen    |
| --------------- | --------------- | --------------- | --------------- |
| CDU             | Beate Schlupp   | 32,4 %          | 29,2 %          |
| SPD             | Heinz Müller    | 24,7 %          | 26,0 %          |
| PDS             | Marlies Peeger  | 19,7 %          | 17,9 %          |
| NPD             | Uwe Krumrei     | 12,7 %          | 13,1 %          |
| FDP             | Mogens Brattig  | 8,4 %           | 8,5 %           |
| GRÜNE           | Gerd Hernacz    | 2,1 %           | 1,6 %           |
| FAMILIE         |                 |                 | 1,2 %           |
| GRAUE           |                 |                 | 0,6 %           |
| Deutschland     |                 |                 | 0,5 %           |
| WASG            |                 |                 | 0,5 %           |
| Bündnis für M-V |                 |                 | 0,2 %           |
| PBC             |                 |                 | 0,2 %           |
| AGFG            |                 |                 | 0,2 %           |
| APD             |                 |                 | 0,1 %           |
| AB              |                 |                 | 0,1 %           |
| Offensive D     |                 |                 | 0,1 %           |
| Wahlberechtigte | 31490 Einwohner | 31490 Einwohner | 31490 Einwohner |
| Wahlbeteiligung | 58,6 %          | 58,6 %          | 58,6 %          |

## Wahl 2002
Bei der Landtagswahl in Mecklenburg-Vorpommern 2002 gab es folgende Ergebnisse:
| Partei          | Direktkandidat   | Erststimmen     | Zweitstimmen    |
| --------------- | ---------------- | --------------- | --------------- |
| SPD             | Heinz Müller     | 31,9 %          | 35,5 %          |
| CDU             | Beate Schlupp    | 37,2 %          | 33,9 %          |
| PDS             | Lothar Meistring | 25,9 %          | 20,0 %          |
| FDP             | Mogens Brattig   | 5,1 %           | 4,4 %           |
| GRÜNE           |                  |                 | 1,7 %           |
| NPD             |                  |                 | 1,5 %           |
| Schill          |                  |                 | 1,3 %           |
| REP             |                  |                 | 0,6 %           |
| SPASSPARTEI     |                  |                 | 0,5 %           |
| Bürgerpartei MV |                  |                 | 0,2 %           |
| V.P.M.V.        |                  |                 | 0,2 %           |
| GRAUE           |                  |                 | 0,2 %           |
| PBC             |                  |                 | 0,2 %           |
| SLP             |                  |                 | 0,0 %           |
| Wahlberechtigte | 32375 Einwohner  | 32375 Einwohner | 32375 Einwohner |
| Wahlbeteiligung | 69,7 %           | 69,7 %          | 69,7 %          |

## Wahl 1998
Bei der Landtagswahl in Mecklenburg-Vorpommern 1998 gab es folgende Ergebnisse:
| Partei          | Direktkandidat   | Erststimmen     | Zweitstimmen    |
| --------------- | ---------------- | --------------- | --------------- |
| CDU             | Herbert Helmrich | 36,6 %          | 33,8 %          |
| SPD             |                  | 34,4 %          | 32,1 %          |
| PDS             |                  | 24,1 %          | 22,3 %          |
| DVU             |                  |                 | 3,2 %           |
| Pro DM          |                  |                 | 2,0 %           |
| GRÜNE           |                  | 2,1 %           | 1,9 %           |
| NPD             |                  |                 | 1,7 %           |
| FDP             |                  | 2,8 %           | 1,4 %           |
| REP             |                  |                 | 1,0 %           |
| GRAUE           |                  |                 | 0,3 %           |
| BfB             |                  |                 | 0,2 %           |
| PBC             |                  |                 | 0,2 %           |
| AB 2000         |                  |                 | 0,1 %           |
| Wahlberechtigte | 33221 Einwohner  | 33221 Einwohner | 33221 Einwohner |
| Wahlbeteiligung | 78,9 %           | 78,9 %          | 78,9 %          |

## Wahl 1994
Bei der Landtagswahl in Mecklenburg-Vorpommern 1994 gab es folgende Ergebnisse:
| Partei          | Direktkandidat   | Erststimmen     | Zweitstimmen    |
| --------------- | ---------------- | --------------- | --------------- |
| CDU             | Herbert Helmrich | 47,4 %          | 43,5 %          |
| SPD             |                  | 28,2 %          | 26,1 %          |
| PDS             |                  | 21,9 %          | 20,7 %          |
| FDP             |                  | 2,5 %           | 3,8 %           |
| GRÜNE           |                  |                 | 2,6 %           |
| REP             |                  |                 | 1,6 %           |
| PASS            |                  |                 | 0,6 %           |
| GRAUE           |                  |                 | 0,3 %           |
| NATURGESETZ     |                  |                 | 0,2 %           |
| NdB             |                  |                 | 0,2 %           |
| BUMV            |                  |                 | 0,1 %           |
| NPD             |                  |                 | 0,1 %           |
| PBC             |                  |                 | 0,1 %           |
| Wahlberechtigte | 33706 Einwohner  | 33706 Einwohner | 33706 Einwohner |
| Wahlbeteiligung | 72,8 %           | 72,8 %          | 72,8 %          |

## Wahl 1990
Die Aufteilung der Wahlkreise 1990 ist mit der späteren im Allgemeinen nicht deckungsgleich. Der Landtagswahlkreis Uecker-Randow II entsprach weitgehend dem Wahlkreis 33 Pasewalk – Strasburg. Als Direktkandidat wurde Martin Brick (CDU) gewählt.